# Bernhard Kaul
Bernhard Kaul OCist (* 6. Mai 1919 in Baden im Aargau, Schweiz als Oskar Kaul; † 10. Februar 2001 in Hauterive, Schweiz) war von 1959 bis 1994 erster Abt der wiederbegründeten Zisterzienserabtei Hauterive.

## Leben
Oskar Kaul wuchs im Kanton Aargau auf und maturierte am Gymnasium des Klosters Einsiedeln, wo er die benediktinisch geprägte Liturgie kennen lernte. Am 11. Oktober 1939 trat er als erster Novize mit dem Ordensnamen Bernhard in das Zisterzienserkloster Hauterive ein; welches gerade mit Mönchen aus dem Kloster Wettingen-Mehrerau aus Bregenz wieder besiedelt wurde. Während dieser Zeit wirkte der spätere Generalabt Sighard Kleiner als Prior des Klosters. Nach der zeitlichen Profess am 15. Oktober 1940 studierte Kaul Theologie an der Universität Freiburg, das er 1945 mit dem Lizenziat abschloss. Bereits am 25. März 1944 wurde Kaul zum Priester geweiht und sodann mit dem Amt des Novizenmeisters betraut.
Am 14. November 1950 wurde er zum Prior, am 25. Februar 1959 zum Titularabt von Cherlieu ernannt und mit Erhebung Hauterives zur Abtei 1973 zu dessen ersten Abt gewählt. Sein Wahlspruch lautet Concordes caritate – Einmütig in der Liebe. Als Abt war Kaul zwischen 1945 und 1955 Sekretär, von 1955 bis 1993 Präsident der Liturgiekommission seines Ordens. 1966 gründete Kaul die Stiftung Hauterive, die sich sowohl um die Bewirtschaftung der Acker- und Forstflächen des Klosters, als auch um den Erhalt der Klostergebäude kümmert. Während seiner Amtszeit tagten 1988 die Gründungsmitglieder der Priesterbruderschaft St. Petrus in Hauterive, wo sie den Gründungsakt ihrer Bruderschaft setzten. Nach einem 44-jährigen Abbatiat resignierte Kaul am 16. Mai 1994. Ab 1996 leitete Kaul als Prior das belgische Kloster Val-Dieu, bis er 2000 in die Schweiz zurückkehrte.
Kaul starb am 10. Februar 2001. Am 13. Februar 2001 wurde er auf dem Klosterfriedhof der Abtei Hauterive bestattet.

## Veröffentlichungen
- De Kalendario Cisterciensi eiusque revisione instituenda. In: Analecta Sacri Ordinis Cisterciensis. Band 5, 1949, ZDB-ID 6209-1, S. 1–80.
- Weisse Mönche. 2. Auflage. Abtei Hauterive, Posieux 1964.
- Alta Ripana. Abtei Hauterive, Posieux 1988.
- Altermatt, Alberich (Hrsg.): Die Strahlkraft der Heiligen. 20 Porträts. Kanisius Verlag, Freiburg 1989, ISBN 3-85764-300-5.